# Lưu Tương (quân phiệt)
Lưu Tương (劉湘, 1888–1938) là một lãnh chúa quân phiệt Tứ Xuyên trong thời kỳ quân phiệt Trung Quốc.

## Tiểu sử
Lưu Tương sinh ngày 1 tháng 7 năm 1888, tại Đại Ấp, Tứ Xuyên. Ông tốt nghiệp trường quân sự Tứ Xuyên và sau này được thăng chức tư lệnh quân đội Tứ Xuyên. Từ ngày 6 tháng 6 năm 1921 - 24 tháng 5 năm 1922, Lưu kiêm nhiệm Tỉnh trưởng và Đốc quân Tứ Xuyên, và giữ chức Tỉnh trưởng tới tháng 12 năm 1922. Ông lại trở thành Tỉnh trưởng và Đốc quân Tứ Xuyên từ tháng 7 năm 1923 tới ngày 19 tháng 2 năm 1924 và giữ chức Đốc quân tới ngày 27 tháng 5 năm 1924. Ông lại giữ chức Đốc quân từ ngày 16 tháng 5 năm 1925 tới khi Đặng Tích Hầu thay thế ông năm 1926.
Trong giai đoạn 1927–1938, Tứ Xuyên nằm trong tay 5 viên quân phiệt: Lưu Tương, Dương Sâm, Lưu Văn Huy, Đặng Tích Hầu và Điền Tụng Nghiêu. Không ai có đủ thế lực để đánh bại cả bốn người kia, nên nhiều cuộc xung đột nhỏ xảy ra thường xuyên giữa các phe. Những trận đánh lớn hiếm khi xảy ra; những âm mưu và những cuộc va chạm nhỏ lẻ và đặc trưng của bối cảnh chính trị Tứ Xuyên, và những liên minh quân sự sớm nở tối tàn là chuyện thường.
Tuy nhiên, Lưu Tương vẫn là viên lãnh chúa có ảnh hưởng nhất. Theo về với Tưởng Giới Thạch, ông được bổ nhiệm Tư lệnh Binh đoàn 21 từ năm 1926 - 1935. Ông kiểm soát Trùng Khánh và vùng phụ cận. Khu vực này, tọa lạc trên bờ sông Dương Tử, rất giàu có nhờ giao dịch thương mại với các tỉnh hạ du và do đó kiểm soát phần lớn nền kinh tế Tứ Xuyên.
Từ căn cứ này, từ năm 1930 – 1932, Lưu và Tướng Lưu Văn Huy tăng cường lực lượng, tổ chức cả một lực lượng không quân nhỏ tại Thành Đô, với 2 chiếc Fairchild KR-34CA và một chiếc Junkers K53. Năm 1932, Lưu bắt đầu xây dựng "Quân đoàn Tăng thiết giáp Trùng Khánh". Xe thiết giáp được lắp ráp tại Thượng Hải dựa trên mẫu xe tải GMC 1931 với súng máy 37 mm và 2 khẩu MG trên tháp pháo.
Lưu cũng kình địch với chú ông là Lưu Văn Huy. Năm 1935, Lưu Tương đánh bại được Lưu Văn Huy một trận, trở thành Chủ tịch Chính phủ tỉnh Tứ Xuyên. Một hòa ước được dàn xếp trong nội bộ gia đình, theo đó Lưu giành quyền kiểm soát tỉnh Tây Khang, một khu vực dân cư thưa thớt nhưng rất giàu "tài nguyên" thuốc phiện.
Đầu Chiến tranh Trung-Nhật, Lưu Tương chỉ huy Binh đoàn 15 Tứ Xuyên trong Trận Thượng Hải và Tập đoàn quân 23 trong Trận Nam Kinh, rồi được bổ nhiệm Tổng tư lệnh phòng thủ bờ nam sông Dương Tử. Tháng 1 năm 1938, ông chỉ huy hơn 100,000 quân dưới quyền rời Tứ Xuyên đi đánh Nhật. Tuy nhiên Lưu Tương mất đột ngột ngày 20 tháng 1 năm 1938, tại Hán Khẩu, Hồ Bắc; có người cho rằng ông bị Tưởng Giới Thạch cho người đầu độc vì âm mưu với Chủ tịch tỉnh Sơn Đông Hàn Phúc Củ chống lại Tưởng.
Cái chết của Lưu và việc chính phủ Trung ương rời về Trùng Khánh năm 1938 dẫn đến sự chấm dứt cục diện quân phiệt cát cứ tại Tứ Xuyên và nhiều đơn vị quân đội Tứ Xuyên tuyên thệ trung thành với Tưởng Giới Thạch và gia nhập quân đội trung ương. Tỉnh này trở thành nguồn cung cấp nhân lực chính cho Quân đội Quốc dân lúc đó đang chịu nhiều áp lực trên chiến trường.

## Sự nghiệp
- 1921 - 1922 Tỉnh trưởng Tứ Xuyên
- 1921 - 1922 Đốc quân Tứ Xuyên
- 1923 - 1924 Đốc quân Tứ Xuyên
- 1923 - 1924 Tỉnh trưởng Tứ Xuyên
- 1924 Tỉnh trưởng Tứ Xuyên
- 1925 - 1926 Đốc quân Tứ Xuyên
- 1926 - 1935 Tư lệnh Quân đoàn 21
- 1928 - 1930 Tư lệnh Sư đoàn 3, Quân đoàn 21
- 1930 - 1932 Tư lệnh Sư đoàn kiểu mẫu, Quân đoàn 21
- 1933 Tổng tư lệnh Bộ Tư lệnh tiễu phỉ Tứ Xuyên
- 1935 - 1938 Chủ tịch Chính phủ tỉnh Tứ Xuyên
- 1937 Tư lệnh Binh đoàn 15
- 1937 Tổng tư lệnh Tập đoàn quân 23
- 1937 - 1938 Tổng tư lệnh phòng thủ bờ sông